# Carposina subolivacea
Carposina subolivacea là một loài bướm đêm thuộc họ Carposinidae. Nó là loài đặc hữu của Lanai.